# Hotta Masayoshi

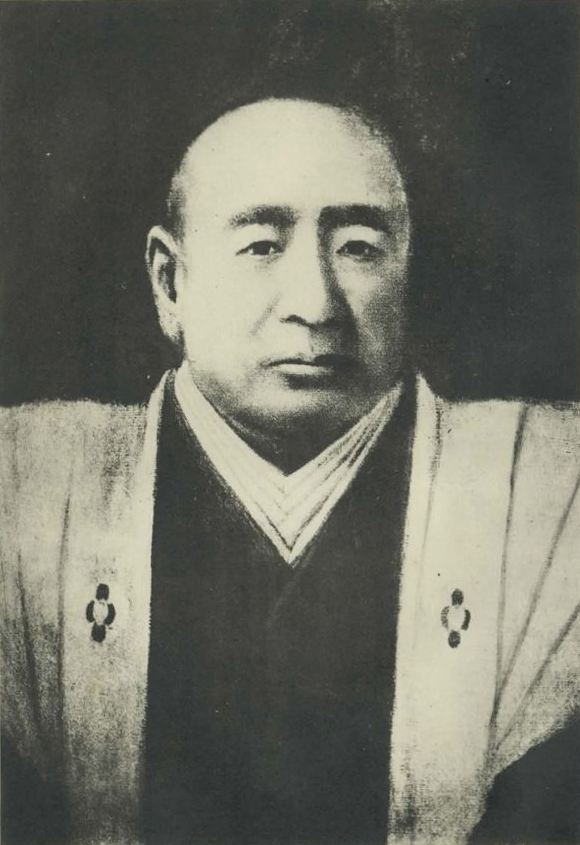
Hotta Masayoshi

Hotta Masayoshi (japanisch 堀田正睦; * 30. August 1810; † 26. April 1864 in der Burg des Sakura-Han (Provinz Shimonousa)) war ein Rōjū (Mitglied des shogunalen Ältestenrat) und nach 1853 für die Beziehungen zu den imperialistischen Staaten, die Zutritt zu den Märkten Japans erzwingen wollten, zuständig.

## Leben
Hotta Masayoshi, mit Geburtsnamen Masahiro, war der Sohn von Masatoki. Von seinem älteren Bruder Masachika (堀田正愛) wurde er als Erbe adoptiert. Er studierte mit Begeisterung „Hollandkunde“ (rangaku), besonders militärische Strategie, und erlernte die holländische sowie die englische Sprache. Seine Zeitgenossen nannten ihn wegen seines Enthusiasmus rampeki, etwa „Holland-verrückt.“ 1824 wurde er 5. Herr des Sakura-Han mit einem Einkommen von 113000 koku Reis.
1835 erfolgte seine Ernennung zum jisha bugyō, einer Übersichtsfunktion für Schreine. Ab 1837 war er Verwalter der Burg Ōsaka.
Erstmals wurde er 1841 Mitglied im Rat (rōjū), eine Stellung, von der er zwei Jahre später zurücktrat. Während dieser Zeit hatte er die Tempō-Reformen (Tempō no kaikaku) mit eingeleitet. Die nächsten Jahre widmete er sich der Reform der Landwirtschaft und Verteidigung seines Lehens.
Er wurde von Abe Masahiro 1853 als rōjū-shuseki zurückgerufen. Angesichts der Bedrohung durch Commodore Perry mit seinen „Schwarzen Schiffen“, die in diesem Jahr zum ersten Mal nahe Edo auftauchten, riet er davon ab, sofort Krieg gegen die Amerikaner zu führen. Er hielt es für sinnvoll, erst die Verteidigungsanlagen zu stärken. Im Rat stützte er sich besonders auf Kawaji Toshiakira, der die Finanzen verwaltete und Iwase Tadanari, die beide für eine bedingte Öffnung des Landes waren.
Nach Abes Rücktritt wurde er im Jahre 1855 zum Kanzler und zugleich Rōjū für Außenbeziehungen und Küstenverteidigung. Er bildete eine Arbeitsgruppe Gaikoku-bōeki-toshirabe-gakari aus Spezialisten für ausländische Fragen und konsultierte Außenstehende, eine bisher ungeübte Praxis.
Als Rōjū für Außenbeziehungen empfing er den neuen amerikanischen Konsul Townsend Harris und arrangierte dessen Audienz beim Shogun in der Burg von Edo. Um seine politische Stellung zu stärken, versuchte er, angesichts des heftigen Widerstandes vieler Daimyō gegen den Harris-Vertrag, die Zustimmung des Hofes in Kyōto zu erlangen. In einem Vorgang der historisch keine Vorbilder hatte, reiste er, reich mit Geschenken beladen, dorthin. Ebenso ohne bisheriges Vorbild äußerte sich die „himmlische Majestät“ der Kōmei-Tennō, auf Rat seiner Höflinge, die von der ausländerfeindlichen Fraktion kontrolliert wurde, zu einem tagespolitischen Vorgang. Die Zustimmung zum Handelsvertrag wurde verweigert, außerdem wurde vom Tenno angedeutet, dass er als nächsten Shogun Hitotsubashi Yoshinobu, den Sohn von Tokugawa Nariaki favorisierte.
Vor seiner Abreise aus Edo hatte Masahiro sich in der absehbaren Nachfolgerfrage, da Tokugawa Iesada erkrankt war, für Hitotsubashi Yoshinobu ausgesprochen. Inzwischen hatte jedoch die Fudai-Daimyō um Ii Naosuke Yoshitomi, den Herrn von Kii zum Erben designiert, der das Amt dann als Tokugawa Iemochi auch übernahm. Der neu ernannte Regent (Tairō) Ii Naosuke entließ Masayoshi aus seinen Ämtern, unterzeichnete aber trotzdem die „Ungleichen Verträge“ ohne Zustimmung des Hofes. An diesen Niederlagen scheint Masayoshi innerlich zerbrochen zu sein. 1862 wurde Masayoshi wegen angeblicher Vernachlässigung seiner Pflichten während seiner Zeit als Rōjū teilenteignet und unter Hausarrest in Sakura gestellt, wo er im Frühjahr 1864 55-jährig starb.
Postum wurde ihm im Jahre 1915 der dritte folgende Hofrang verliehen. Masayoshi ist nicht zu verwechseln mit dem Masayoshi des 16. Jahrhunderts, Vater von Hotta Masamori, dessen Name zwar gleich gelesen, aber mit anderen Kanji geschrieben wird.

### Familie
Seine Hauptfrau stammte aus dem Sakakibara-Klan. Er hatte eine Nebenfrau.
Sein Erbe wurde das vierte Kind Masatomo (1850 – 1. Januar 1911; 堀田正倫). Dazu hatte er noch fünf Töchter.